# Gütermann

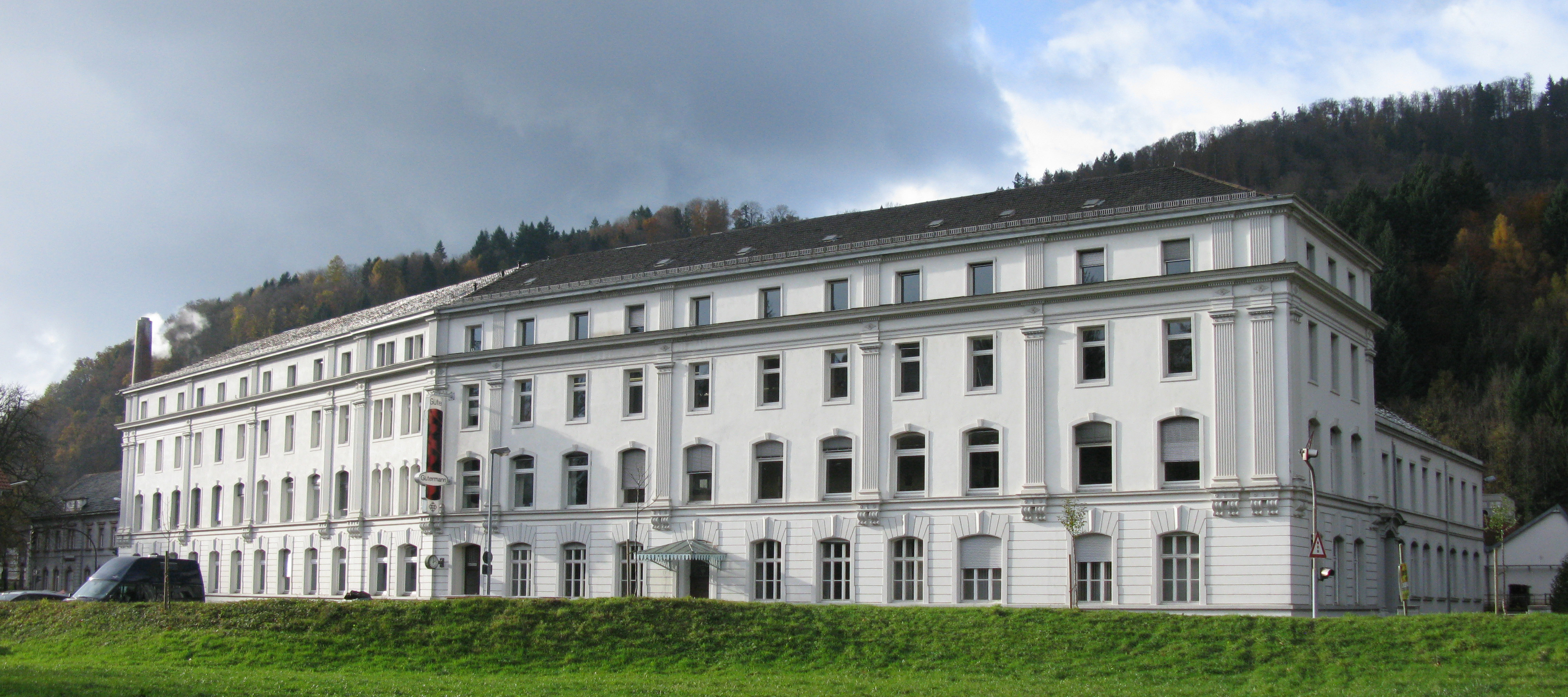
Gütermanns fabrik i Gutach

Gütermann AG är ett tyskt företag som tillverkar sytråd. Företagsnamnet förknippast främst med polyestertråd men de tillverkar även andra typer av sytråd. Företaget har drygt 500 anställda.  Företaget grundades av Max Gütermann 1864. 1867 byggdes fabriken i Gutach. 1950 introducerade Gütermann polyestertråden i sitt sortiment. Innan dess var företaget känt för sin silketråd. 2011 introducerade Gütermann rPET en tråd tillverkad av retur PET flaskor.  